# Stadtbad (Halle (Saale))

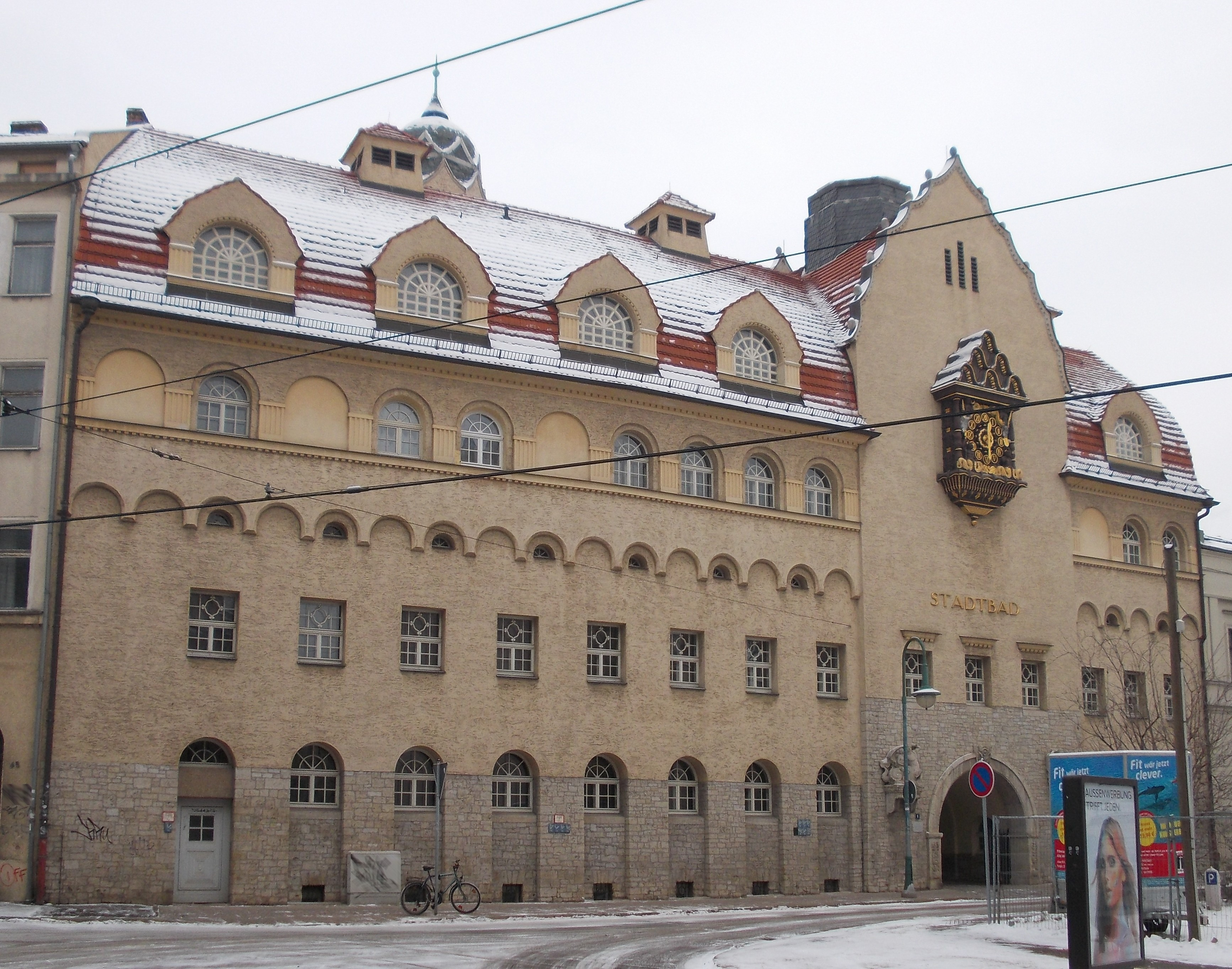
Stadtbad Halle

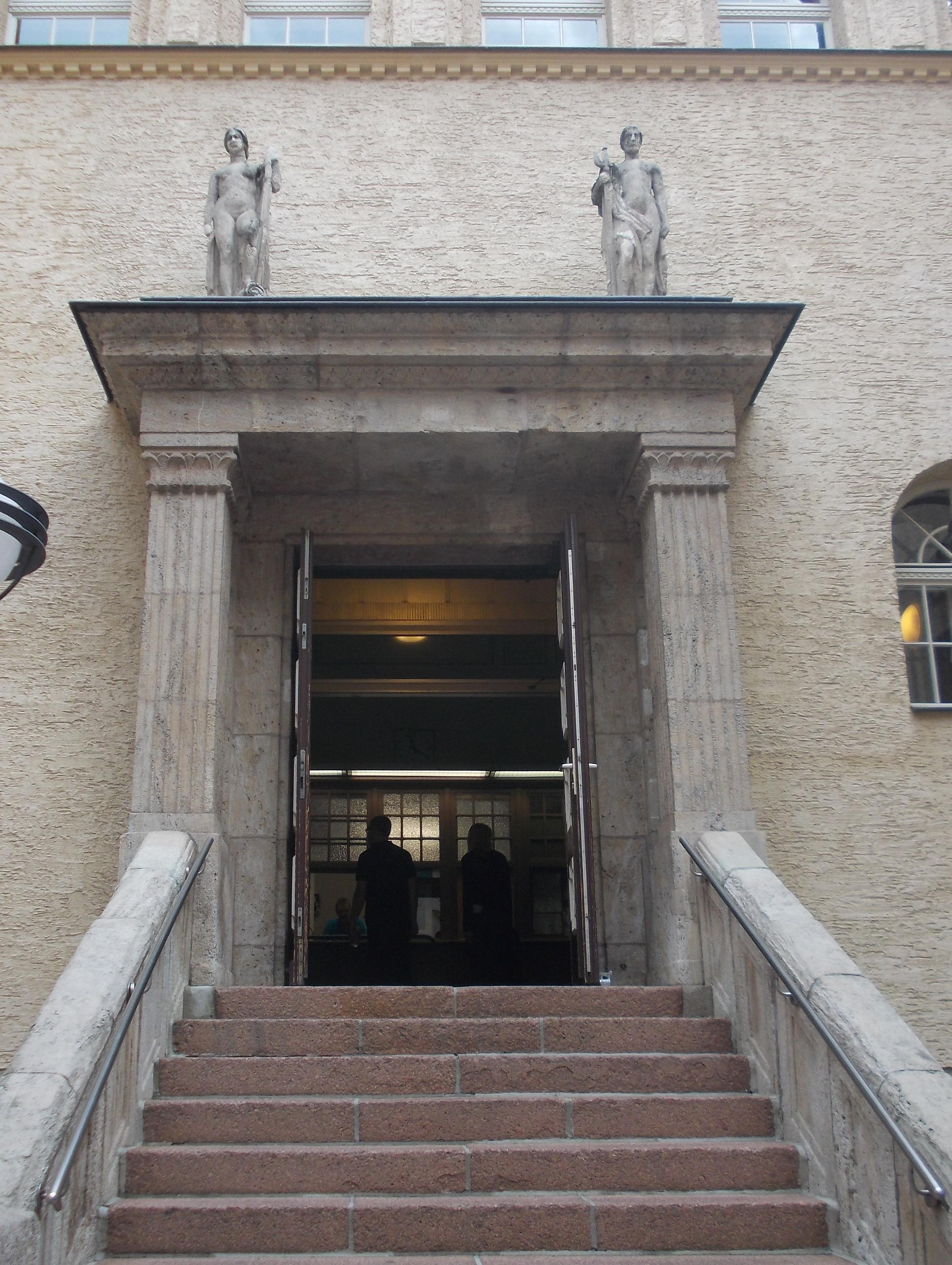
Vordach mit den Skulpturen von Paul Horn

Das Stadtbad ist ein Hallenbad in Halle (Saale). Es ist die älteste Schwimmsportstätte der Stadt. Seit einigen Jahren wird es von der Bäder Halle GmbH betrieben und über die Stadt Halle finanziert.

## Baugeschichtliche Einordnung
Das Stadtbad wurde in den Jahren 1913 bis 1915 nach Plänen von Stadtbaurat Wilhelm Jost errichtet, der auch für die Anlagen des Solbades Wittekind in Halle (Saale) und die Kuranlagen in Bad Nauheim verantwortlich zeichnete. Am 16. Februar 1916, mitten im Ersten Weltkrieg, wurde das Bad in der Schimmelstraße feierlich eröffnet. Heute ist das unter Denkmalschutz stehende Bad eines der bedeutendsten Baudenkmäler der Stadt und eine wichtige Gesundheitsstätte der Hallenser. Über die Jahrzehnte hat sich ein erheblicher Investitionsstau gebildet. Um die Zukunft des Bades dauerhaft zu sichern, ist erhebliches aktives und finanzielles Engagement notwendig.

## Baubeschreibung
Das Stadtbad besteht aus zwei Schwimmhallen, eine mit einem rechteckigen Schwimmbecken mit 312 Quadratmetern und eine kleinere mit ovalem Becken und 160 Quadratmetern Wasserfläche. Das größere war ursprünglich Männern, das kleinere Frauen vorbehalten. Hinzu traten zahlreiche Wannen- und Brausebäder sowie ein römisch-irisches Bad. Zusammen gaben sie dem Stadtbad den Charakter einer auf die Gesundheitspflege der Bevölkerung ausgerichteten Einrichtung. Es galt bei Errichtung als eine der größten und modernsten ihrer Zeit. Beide Badehallen besitzen umlaufende, emporenähnliche Umgänge, hinter denen sich Umkleidemöglichkeiten befinden. Während die Frauenschwimmhalle noch ihre bauzeitliche, kuppelförmige Rabitzdecke besitzt, wurde die Decke der Männerschwimmhalle – ebenfalls eine Rabitzdecke, jedoch in Tonnenform – schon in den 1970er Jahren abgebrochen. Belichtet wird die Frauenhalle mit den noch erhaltenen Thermenfenstern, die in der Männerhalle leider verloren gegangen sind.
Die Frauenhalle wurde aufgrund von Zweifeln an der vollen Tragfähigkeit der Rabitzdecke am 17. Oktober 2012 gesperrt. Der Schließung war ein Gutachten vorausgegangen, das eine Einsturzgefährdung benannte. Diese Gutachten wurde durch ein zweites Gutachten gänzlich aufgehoben und ausschließlich eine Sanierungsbedürftigkeit benannt, sodass nach Sanierungsmaßnahmen in der Rabitzdecke die Frauenhalle am 20. Oktober 2014 wieder eröffnet werden konnte.
Das Gebäudekomplex, der sich der Reformarchitektur zuordnen lässt, besitzt einen massiven Turm, der vier Wasserbehälter zur Versorgung beider Schwimmhallen enthält. Der Wasserturm steht zwischen Kassenhalle und Frauenschwimmhalle. Die Funktion eines Ausgleichsbehälters existiert heute nicht mehr. Seine Aussichtsterrasse, mit Blick auf die unterhalb gelegene Altstadt, wurde wiederhergestellt und ist gelegentlich geöffnet. Das Stadtbad steht unter Denkmalschutz und ist im Denkmalverzeichnis mit der Erfassungsnummer 094 05006 eingetragen.

### Bauplastik
Die Bauplastik ist reichhaltig und dem Bauschmuck des Sparkassenhauptgebäudes (1913–1916) an der Rathausstraße, ebenfalls von Wilhelm Jost entworfen, sehr ähnlich. Den an der Außenfassade befindlichen hölzernen Uhrerker, entworfen von Martin Knauthe, realisierte der Bildhauer Christian Schmidt. Die Skulpturen „Fischmann“ & „Fischweib“ auf dem Vordach zur Eingangshalle stammen vom Bildhauer Paul Horn. Die sich zu beiden Seiten des Eingangsportals befindlichen Meeresplastiken sind Werke des Bildhauers Christian Schmidt. Zudem gibt es reichen keramischen Dekor.
Die Turmspitze des Wasserturms war bis nach dem Zweiten Weltkrieg mit einer überlebensgroßen Figur bekrönt. Die kupferne Figur „Sonnenanbeter“ modellierte der Bildhauer Fritz Mänicke (1863–1933) frei nach den Entwürfen von Jost. Ein im Kontrapost stehender unbekleideter Jüngling streckt die Arme der Sonne entgegen. Ideelles Vorbild für die Figur war eine der wenigen erhaltenen griechischen Bronzeplastiken, der „Betende Knabe“ (300 Jahre v. Chr.) aus der Antikensammlung der Staatlichen Museen zu Berlin.

## Sanierung
Seit dem Jahr 2012 setzt sich der Förderverein Zukunft Stadtbad Halle e.V. für den Erhalt und die Sanierung des Stadtbades ein. Ziel ist es, das gesamte Ensemble der beiden Schwimmhallen, des gesamten Vorderbaus mit dem ehemaligen irisch-römischen Bad, den ehemaligen Volksbrausen und Wannenbädern, des Turms und des ehemaligen Direktorenhauses als ganzheitliches Gesundheitsbad zu sanieren und zu entwickeln. Ein auf den Traditionen bauendes, modernes und zukunftsfähiges Konzept entspricht einerseits den Bedingungen der Mittelbindung der zur Verfügung gestellten Förderung von Bund und Land und andererseits liegt darin die Chance für Halle ein Leuchtturmprojekt mit Strahlkraft weit über die Grenzen der Stadt zu entwickeln. Auf Initiative des Fördervereins ist es gelungen, dass der Deutsche Bundestag im Jahr 2019 13,4 Millionen Euro für die Sanierung des Stadtbades in Haushaltsmitteln bis 2024 gebunden hat. Im Frühjahr 2020 hat das Land Sachsen-Anhalt zudem 6,5 Millionen Euro gebunden.